# Jarno Opmeer
Jarno Opmeer (Dordrecht, 11 aprile 2000) è un pilota automobilistico virtuale olandese, attivo in F1 eSports con la Red Bull Sim Racing Team.
Ha vinto il campionato di F1 eSports del 2020 con l'Alfa Romeo Racing ORLEN eSports Team, del 2021 con la Mercedes AMG Petronas eSports Team e del 2025 con la Red Bull.

## Carriera

### Formula 4
Opmeer si è laureato in monoposto nel 2016, partecipando al campionato SMP F4. Ha ottenuto sette vittorie e tredici podi nel suo anno di debutto F4 finendo al secondo posto nel campionato al suo connazionale Richard Verschoor. Opmeer ha anche partecipato a due incontri di gara della F4 spagnola con MP Motorsport, prendendo 5 podi su 6 gare.

### Formula Renault
Nel 2017, Opmeer ha continuato la sua collaborazione con MP e si è unito al campionato Eurocup. Ha ottenuto sette punti, compreso il 5º posto nella penultima gara della stagione sul Circuito di Barcellona-Catalogna. In classifica ha chiuso quindicesimo, dietro ai suoi compagni Richard Verschoor e Neil Verhagen.

### Formula 1
Nel febbraio 2017, Opmeer è stato inserito nella Renault Sport Academy. Alla fine del 2017, Opmeer ha confermato che il contratto che aveva con la Renault Sport Academy non era stato promulgato.

### F1 eSports
In Aprile 2019, Opmeer ha ufficializzato il suo ingresso nel Renault-Vitality eSports Team come pilota per la terza edizione della F1 eSports Series. Durante la sua prima stagione nella competizione, il pilota olandese ha conquistato la quarta posizione, contribuendo al raggiungimento del quarto posto complessivo della sua squadra nel campionato a squadre.
Nella F1 eSports Series 2020, Opmeer ha effettuato un cambio di squadra, unendosi all'Alfa Romeo ORLEN eSports Team. In quell'anno, ha dominato la scena con quattro vittorie, conquistando il titolo piloti. Ha superato Frederik Rasmussen di Red Bull Racing eSports di 22 punti, contribuendo anche al secondo posto della sua squadra nel campionato a squadre.
Il 26 gennaio 2021, Opmeer ha annunciato il suo trasferimento al team Mercedes AMG F1 eSports Team. Il 16 dicembre 2021, ha conquistato la serie eSports di F1 2021.
La stagione 2022 si è rivelata più impegnativa per Opmeer, con difficoltà in qualifica che hanno influenzato significativamente i suoi risultati in gara. Nonostante ciò, è riuscito a vincere due gare e a piazzarsi quinto assoluto.
Jarno ha iniziato la stagione 2023-24 con un secondo posto in Bahrain, partendo dalla nona posizione sulla griglia. Con continue lotte nel ritmo di qualifica avrebbe ottenuto solo una vittoria in questa stagione, a Silverstone, raggiungendo il 4° posto assoluto nel campionato piloti. Poi al termine della stagione, ha lasciato la Mercedes.
Il 21 agosto 2024, da svincolato, Opmeer ha annunciato il suo trasferimento al team Red Bull Sim Racing Team attraverso un accordo pluriennale.
Vince il titolo piloti 2025 con la Red Bull. Nella stessa stagione la Red Bull vince anche il titolo costruttori.